# Цветелин Кънчев
Цветелин Кънчев (известен и като Дон Цеци и Цецо Хищника) е български политик, изявяващ се и като певец. Депутат от партията „Български бизнес блок“ (1996 – 1998) в XXXVIII народно събрание. Деец на „Българската евролевица“, а след това на „Евророма“. 

## Биография
Цветелин Кънчев е роден на 5 юли 1967 година в град Златица. Израства в семейство на калдараши.
Завършва висше образование. По професия е преводач, владее 4 цигански диалекта.

### Политическа дейност
Депутат е в XXXVIII народно събрание от партията „Български бизнес блок“ на Жорж Ганчев от 1997 до 1999 г. По-късно партията се разцепва, Кънчев организира преврат срещу бившия си шеф и след това се прехвърля към Българската евролевица.
В Евролевицата той става секретар на Националния партиен съвет по връзките с частния бизнес и малцинствените групи.
Става председател на инициативния комитет за учредяване на Националната асоциация  „Евророма“.

### Присъда и дейност след това
Цветелин Кънчев е първият осъден български депутат след 10 ноември 1989 г. През 2001 г. е осъден с ефективна присъда за побой и отвличане на шест години затвор, глоба от шест хиляди лева и конфискация на половината имущество, включително и дела в неговата фирма „Флоранс 7“. Освободен е предсрочно с президентски указ за помилване.
Продължава дейността си в партията „Евророма“. През юни 2005 г. партията участва в парламентарните избори, но получава само 1,25% и не влиза в парламента. Има обаче присъствие в местната власт. 
Често оказва подкрепа на кандидати на други партии, напр. през 2009 г. подкрепя кандидата за кмет на община Правец Никола Нитов, издигнат от ГЕРБ.
През 2024 г. припомня, че през 2013 г. е изказал публично съжалението си, че Делян Пеевски не е останал на поста председател на ДАНС, че неговият опит и интелект били много нужни сега и че двамата имали обща черта – обичали да казват истината.
Изявява се и като певец. Най-популярната му песен е дуетът със Софи Маринова – „Студен вятър“. Друга негова песен е „Судбина“.

### Критики и противоречия
В медиите се твърди, че Цветелин Кънчев има сериозна позиции на пазара с цветни метали и зад фирмата „Юнион миниер“ е осъществявал съмнителни сделки с медодобивния комбинат „Пирдоп“.
Цветелин Кънчев стои зад фирмата „КиК комерс“ и притежава 56 процента от „Булметал“, купувач на Комбината за обработка на цветни метали „Димитър Ганев“ (КОЦМ). Поради неизпълнение на инвестиционната програма, Агенцията за приватизация им начислява неустойки за 4 милиона долара, а близо толкова са и санкциите за неизплатени суми по програмата за трудова заетост. През септември 2001 г. фирмата е обявена в несъстоятелност със задна дата от 12 януари 1999 г. Врачанският съд включва в списъка на кредиторите 477 работници, на които КОЦМ дължи заплати за седем месеца, и определя „КиК комерс“ като фирма-фантом.
През 1998 г. при масовата приватизация взима процъфтяващия комбинат за обработка на цветни метали „Димитър Ганев“. Сделката е с банков заем с гратисен период от една година. През тази една година Кънчев прибира печалбата от реализираната продукция по договори с повечето северноафрикански държави Мароко, Алжир, Сирия, Йордания и други.
На работниците в предприятието се плаща четвърт заплата известен период, след което изобщо спира да плаща заплати. Успява да договори още една година гратисен период за изплащане на кредита по сделката. През това време си прехвърля собствеността на огромна почивна хижа на Витоша и популярна почивна станция на предприятието в Поморие до Поморийското езеро.
От предприятието вече няма какво да се вземе, затова Кънчев се отказва от сделката, а синдиците обявяват фалит на предприятието. Над хиляда и двеста души са съкратени и остават безработни.
През 2020 г. синът на Кънчев, Микеле и още две лица са заловени да превозват в микробус откраднати от тях около 1 тон метални тръби. Цветелин Кънчев заявява, че от няколко месеца не поддържа връзка със сина си, че не отговаря на истината съобщението, че микробусът се води на негово име и че споменатата като негова фирма е продадена преди 10 – 12 години.